# 陳翔公路駅
陳翔公路駅（ちんしょうこうろえき、中文表記: 陈翔公路站）は中華人民共和国上海市嘉定区南翔鎮に位置する上海軌道交通11号線の駅。2016年12月の開業を予定していたが、実際には2020年8月25日に開業した。当初は滬嘉高速道路付近に建設するとされていた。

## 概要
旧駅名とされた環球楽園とは、元々上海市郊外の大型遊園地の名称であった。しかし、財政上の問題から21世紀初めに遊園地は倒産してしまった。嘉定区政府は、この土地を住宅用地や公共建設用地に転用することを計画した。遊園地が再オープンする兆候は全く無い。
2009年8月、上海市嘉定区計画土地管理局は「嘉定区雲翔駅大型居住コミュニティコントロール詳細計画公示」《嘉定云翔站大型居住社区控制性详细规划公示》を公布した。この公示から、当駅を雲翔駅と改名する可能性があった。
2014年9月16日、環境アセスメントの報告書に陳翔路駅（陈翔路站）の表記が現れた。
2020年8月25日、陳翔公路駅（陈翔公路站）として開業

## 駅構造
2面2線の高架駅

## 駅周辺
上海南翔印象城MEGA (ショッピングモール)
公交陈翔公路站     （バスターミナル）

## 隣の駅
上海軌道交通
■11号線
南翔駅 - 陳翔公路駅 - 馬陸駅